# Magnus Eriksson (ishockeyspelare född 1979)
Magnus Eriksson, född 12 oktober 1979 i Gävle, är en svensk ishockeytränare och före detta professionell ishockeyspelare, som just nu är huvudtränare för Valbo HC i Division 1.